# 和室

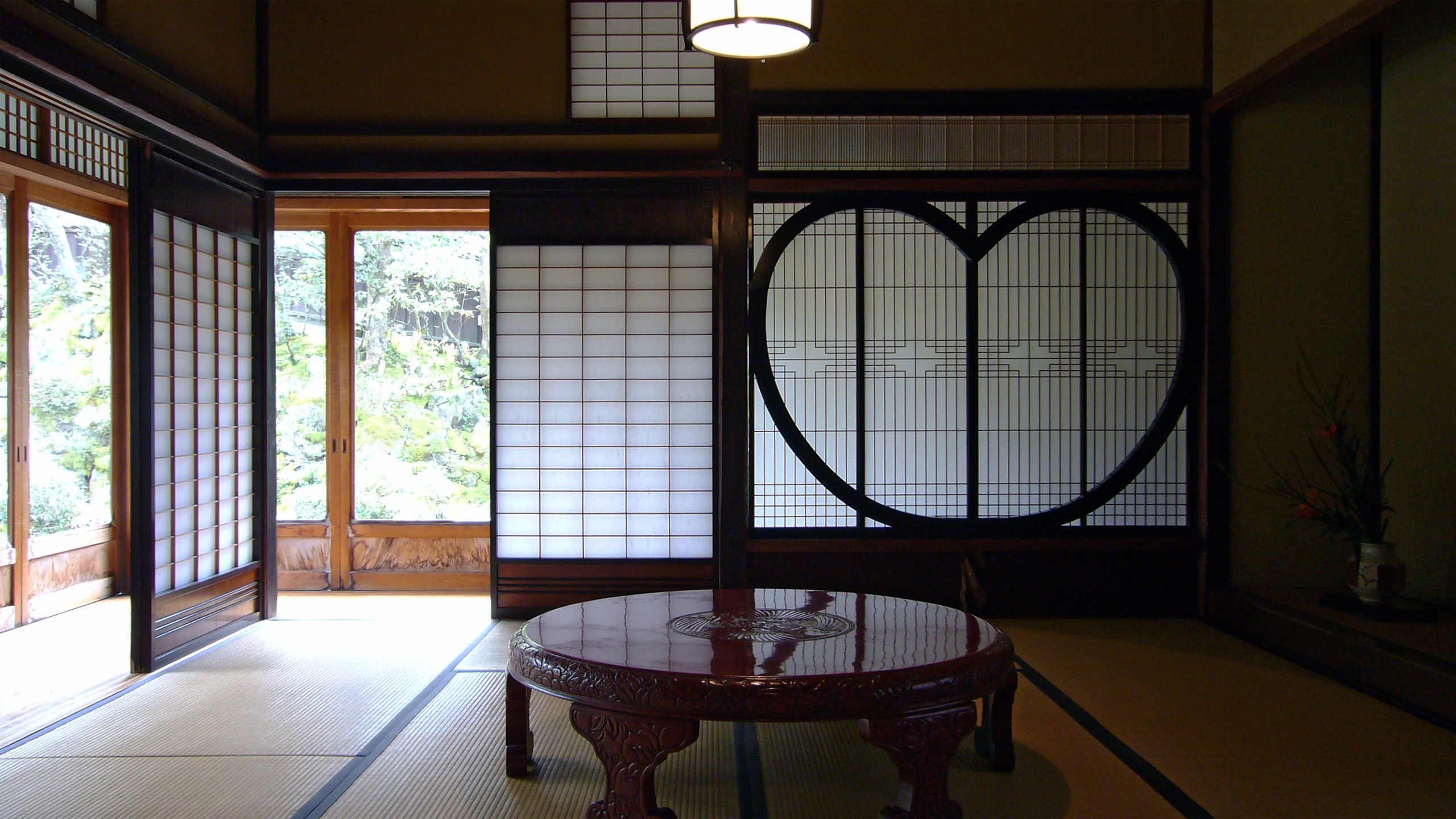
石谷家住宅的和室

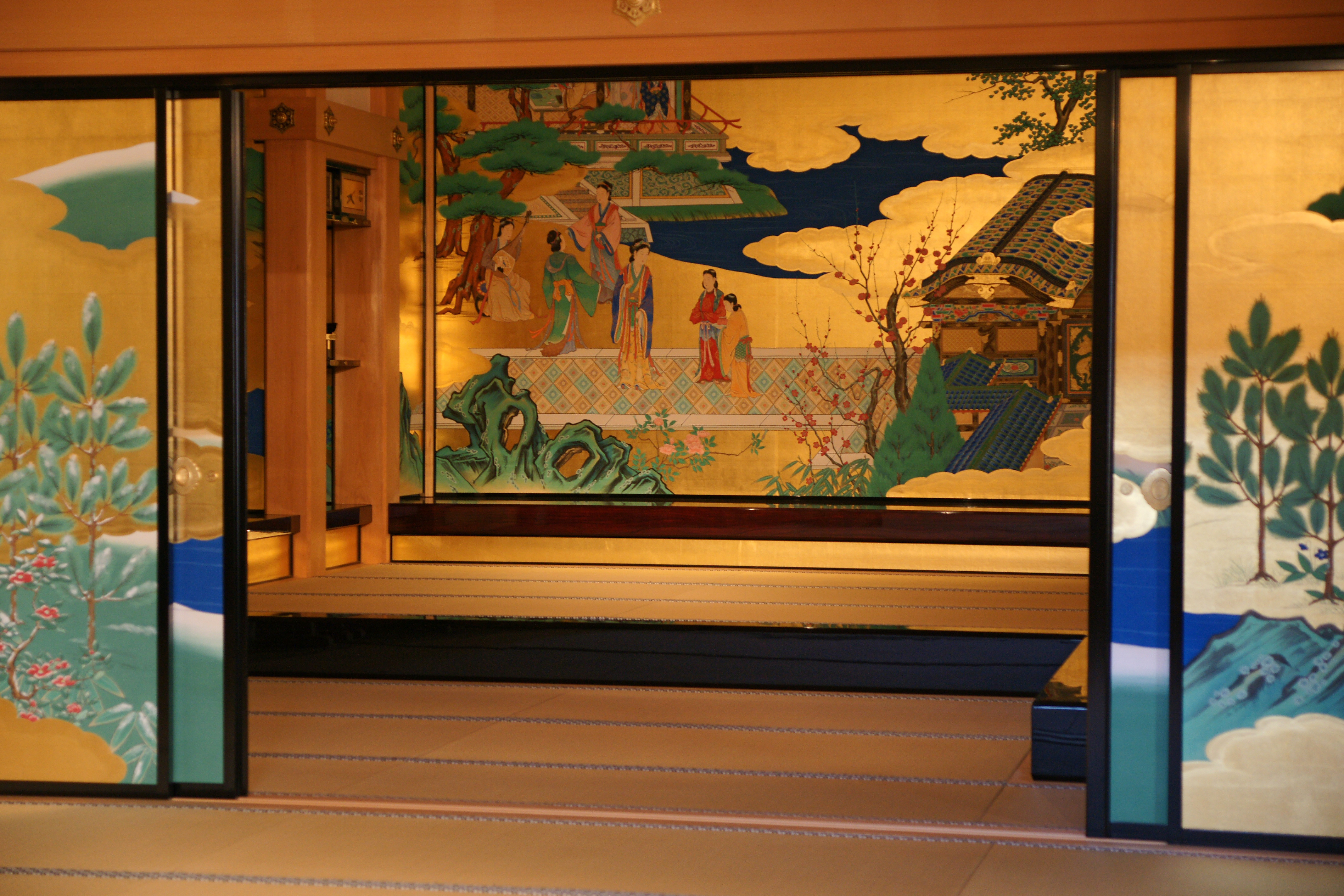
豪華風格和室

和室（日语：／ Washitsu */?），是日本房屋內特有的傳統房間，地面鋪上疊蓆（在日本稱為「畳」，日語發音ta ta mi，即俗稱的榻榻米），空間則由障子（紙木製門窗）所圍繞，通常設有凹間（床の間）。由於疊蓆的大小是固定的，鋪的張數可以知和室的大小；而拉窗把空間完全地隔絕，散發出一種模糊曖昧的環境，造成幽玄而又明亮的日本風格私人空間。
和室裡所擺放的桌子、座墊、棉被、寢具等，可以做為聚餐、團聚、書房、臥室等這些用途之外，還可以做出許多各式各樣用途的空間。在和室裡不需要穿鞋子（包括拖鞋），赤腳走在以自然素材燈芯草做成的疊蓆上，有如徜徉在大自然一樣。和室還有著冬暖夏涼的特性。
和室比較適合間接照明，柔和陰影的濃淡度是從最裡面的空間所醞釀出來的。透過拉窗所照射出來的光，反射在疊蓆明亮的表面，散發出清爽怡人的氣氛，整體給人一種寧靜和諧的感覺。透過房間的擺設，了解日本傳統的堅持與實用性。在日本傳統中，和室的風格別具一格，簡單明瞭的獨特空間，再加上樸素典雅的視覺感受，讓人一眼就知道是充滿日本傳統文化的房間。

## 和室的歷史
和室建築的營造技術起源於日本當地的上古時期，為日本傳統居家特有的房間。古代中國人為避免木造建築遭受蟲蛀和腐敗，便把房屋架高，令地板與地表存在一定空間，以隔絕土地所產生的濕氣，延長使用年限並有防止野獸入侵的效果，此稱為「杆欄式」建築，在日本則稱為「掘立柱建物」，是遠自萬年前繩文時代就已經在日本當地出現的建築形式，而且世界上其他地方也有很多類似的建築，出現歷史最早可追溯至新石器時代；由於氣候變遷等因素，宋代以後此類建築在中國有減少的趨勢，但是日本因為氣候偏寒加上木材資源豐富而得以保留下來。和室的設計與格局也是日本當地原創，和室最初的原型根據日本人考究，是起源於室町時代的書院造，把原本寢室使用的疊蓆，延伸到整個房間，再配上日式房屋常見的灰砂牆、杉板、糊紙的拉木隔扇門，就演變成所謂的和室。日本和室與唐朝房間最大不同之處在於地板：和室是以疊蓆大面積鋪蓋地面，而唐朝則是維持木板地面為主，疊蓆僅作為傢俱使用，如同世界各地其他一般的欄杆式建築那樣，由此可知兩者是完全不同的室內裝潢形式。由於和室的用途極廣，可當作餐廳、客房、書房、寢室來使用，因此一般和室的配置都極精簡，通常沒有任何家具，有也是最多擺設一張多用途的和室桌，其他如坐墊寢具等通常收納於櫥櫃中，需要時才會取出。

## 日本以外的「和室」

### 台灣
「和室」的形式在日治時期（1895年~1945年），隨著當時日本的統治，將日式房屋引進台灣；在日治時期傳統日式房屋有官舍、辦公宿舍等等，都是採用日本式濃厚的住宅。
到了大正時期（1911年~1925年）以後，台灣的民宅之中，雖然並不常見到日本風格濃厚的房屋，可是可以發現到台灣的民宅中已經漸漸引進日式房屋的風格要素，並有了和室的雛型。

#### 引進台灣的典型和室
和室內有一根「天地柱」（又稱精神柱），是由杉木所製，且保留櫛、榴，兩邊是柙入（又俗稱被櫃），並擺設床掛，隨你的喜好可放置武士刀、日式書畫、日式插花、日式茶具等日本味濃厚的裝飾品。現在的家庭常會把和室融入其中，因為妥善利用和室特性的話，就可以彌補室內空間不足的缺憾。依個人喜好可以將地板（台灣為木製，因為榻榻米不適合台灣氣候）墊高，將底下設計為收納物品的空間，或者是在內部規劃成收納櫃；如果用玻璃拉門來隔間，看起來就呈現半開放的狀態；而室內則用升降式和室桌的設計，桌旁再擺上幾個充滿日本風味的小座墊。如果再把陽台延伸到室內，就成了開放式的和室，然後在和室裡泡茶、聊天、賞風景等等，都是相當寧靜舒適的。

## 和室的主要木材構件

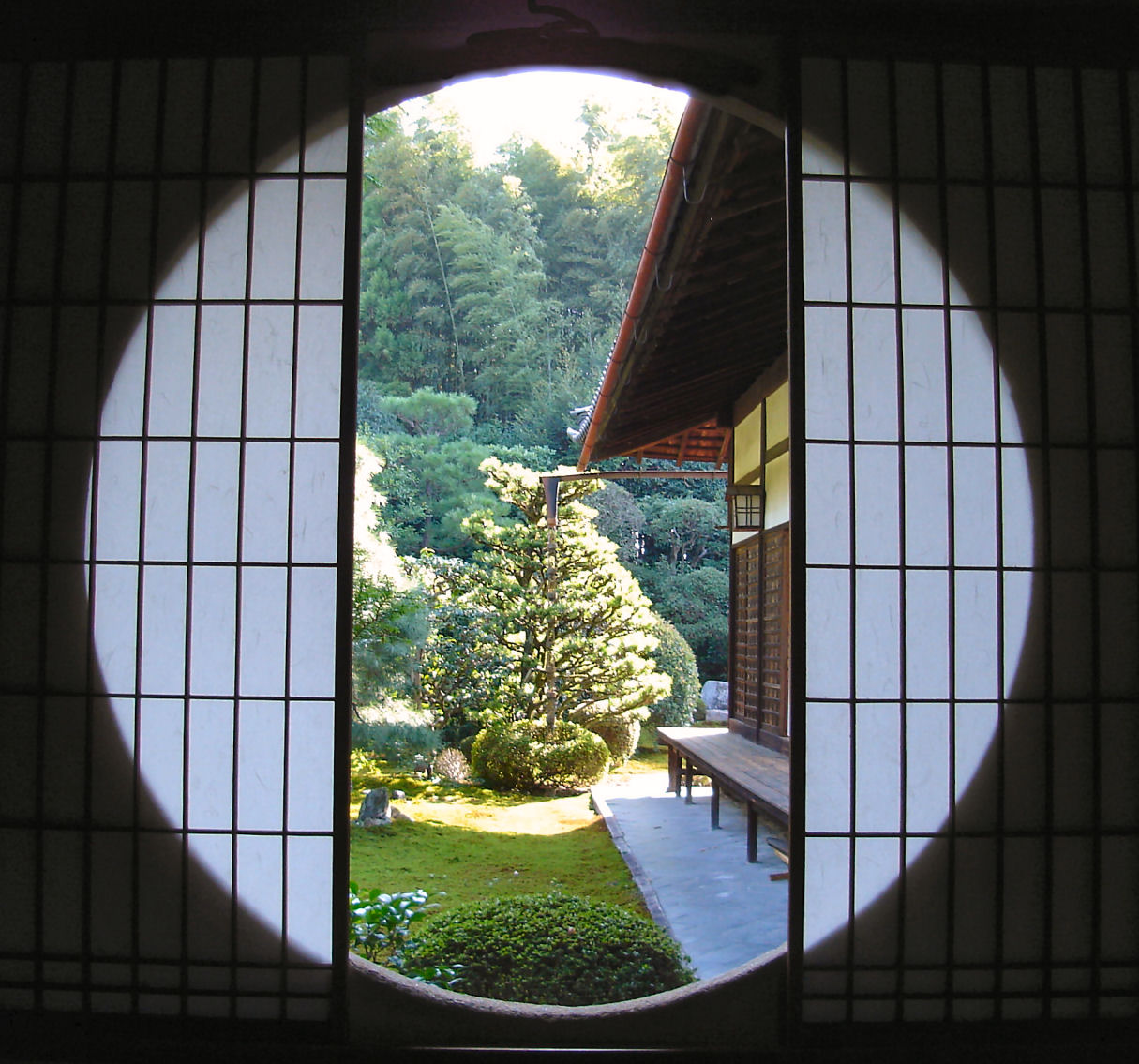
和式紙窗和外部門廊

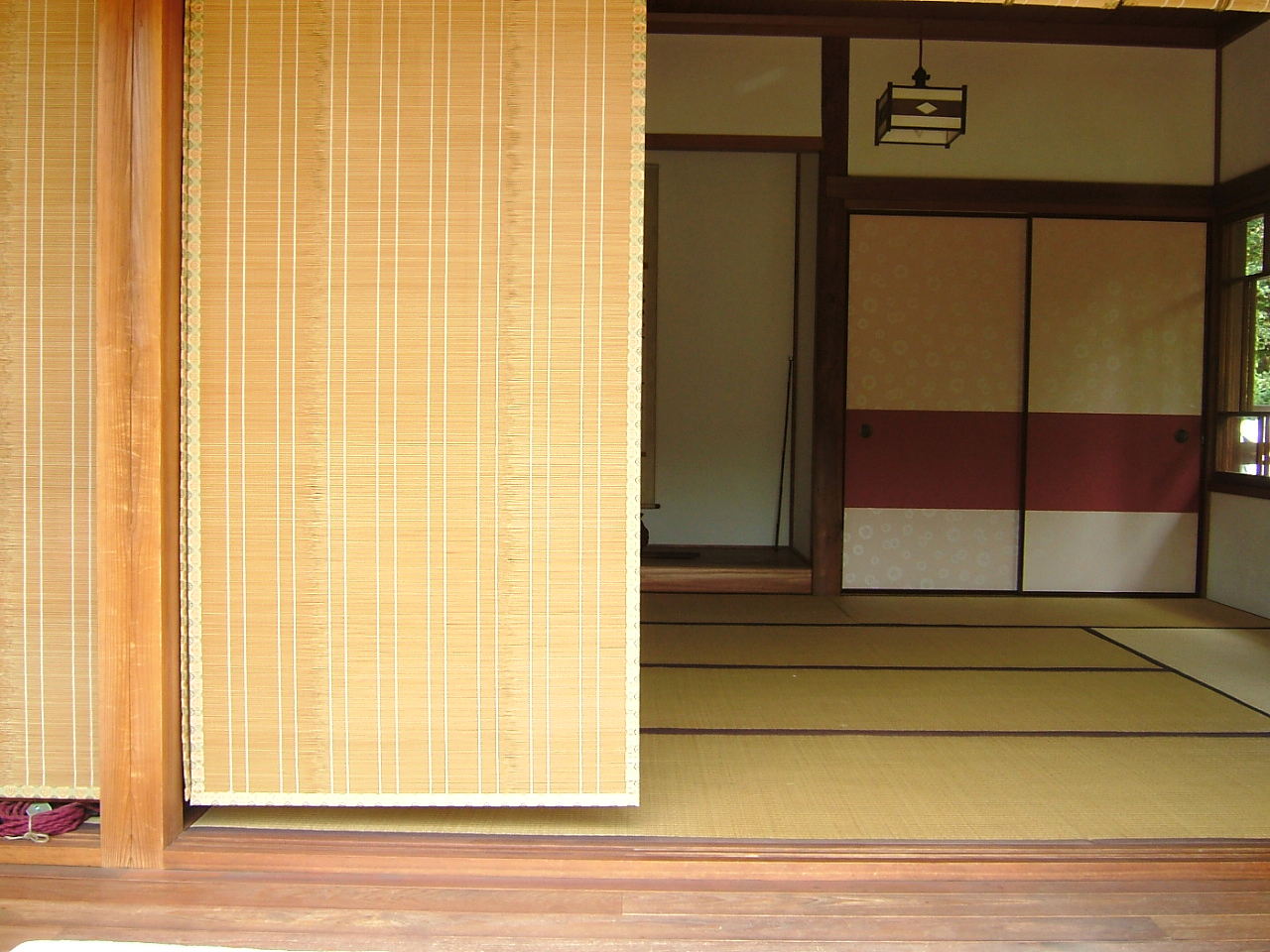
床柱和走廊

一般和室地板而言，使用海島型地板較為恰當。實木地板因為單價高而且又不能耐潮，所以都不建議使用。至於和室來說，最理想的高度為一尺至一尺半的高度最為洽當。這是正統日本和室地板做法高度「一尺相當於三十點三公分」，至於角材選用方面採用十字固定結構，上層為一寸二角材、而下層使用一寸八角，至於面板採用四分夾板才能夠達成地板支撐的耐久度。需要注意方面：架高地板前需要先做好基本防潮處理，一般來說都會搭配底部防潮布舖設，以利未來防止因地面產生的水氣或濕氣影響到和室的表面。在木材選購上，應該選購一般防腐建材才能達到架高地板的耐用度。
海島型地板：為多層複合成型地板，最上一層為實木層或貼皮，表面再塗上耐磨漆，下層為木質夾板，厚度至少10mm以上；基本上只要是在木質夾板上有實木層或貼皮(木皮或塑膠皮)，都歸類為海島型地板，海島型地板因下層的夾板乾燥處理過，乾燥的夾板較穩定，強迫實木不致變形，所以膨脹係數較實木來的小，因為高壓複合，所以不會太怕水、可以避免膨脹、離縫、翹曲、變形等問題發生，所以較適合用在潮濕的海島型氣候的國家。

### 床柱
床柱是床（壁龕）和床肋之間的柱子，因為和室全體的協調性是由床柱所決定，所以材質和木紋很重要。較高的壁龕會用扁柏製成床柱。然而在現代的一般住宅則是用黑檀木、紫檀木、扁柏紋的突板貼貼在集成木材芯的表面，或用杉磨光圓木頭、人工斑點圓木頭等。床柱尺寸是根據和室的寬度而被切割的。

### 床框、床板
床框是裝飾橫木，床板是壁龕地板前，床板以薄緣為基本，但是最近，多半使用光葉櫸樹和松等地板。而且，床框和床板形成一體的光葉櫸樹等段型地板也被普遍使用。

### 落し掛け
落し掛け是裝設在壁龕的上方的橫木。一般落し掛け大多使用一種叫「杉杢」的木板貼上集成木材。

### 長押
長押是兩柱間的橫板，本來是長方形斷面，但是室町時代後期以後就成為現在的梯形斷面了。材料的種類一般來說多以為檜直木紋貼上集成木材。

### 雲板
雲板是在壁龕的正面牆上層的廻緣下成立的化妝幕板。寬度是按照和室的規格決定，一般都是使用紅色的杉木板。

### 敷居、鴨居

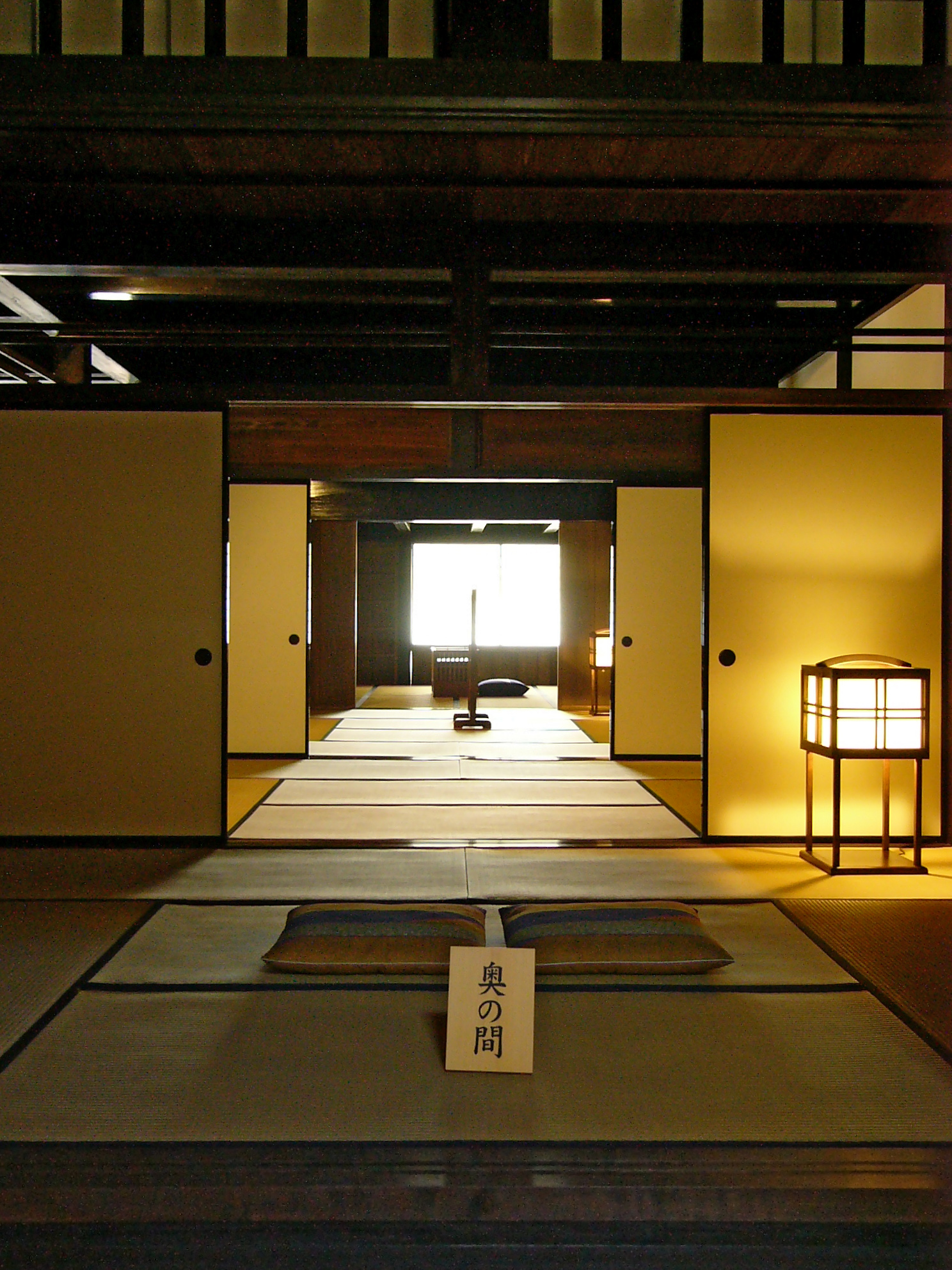
多層次拉門的和室敷居、鴨居

敷居、鴨居是用在和室房間出入口及設置門窗的拉門框，設置在下方的框稱作敷居，設置在上方的地方稱鴨居。根據拉門的張數有一條、兩條、三條溝，三條溝需要4寸幅度寬的敷居、鴨居。另外如果沒有設置拉門的開口框的時候，上方的敷居及下方的鴨居就只稱為橫檔。用的木材是配合柱子的木材來選定。一般是使用檜木板貼集成的木柴。

### 付鴨居
付鴨居是與敷居都是設置在同樣高度的裝飾性的橫(側)木材。如果設置長押時一定要需要副門楣，同時不設置長押時，和室裡不設置副鴨居的情況也是有的。

### 畳寄せ
「畳寄せ」就是榻榻米靠近牆壁的下面和門檻同樣作為柱子之間的間隔，它和鴨居採用同樣的材種，但為了要跟鴨居有所區別所以它一般使用叫雲杉的木材。

### 走廊
日式房屋外的走廊，是日本式房屋的獨特構造。在日本建築物的外面部份，鋪設了地板狀的道路，也有從庭園外部直接進入室內的用途。而走廊分別有（濡縁）和（くれ縁）兩種形式。

## 和室的基本常識

### 和室必需要架高
原因在於和室都不是水泥建築，而且下方就是泥土，是直接用木頭搭建在泥土的上方，而泥土會含有水氣和溼氣，若是不加以墊高，水氣和溼氣會直接讓木材或建材腐爛，而且正上方的疊蓆也會因潮濕不堪而無法直接座臥。　
再仔細一點的作法則是先放幾個石塊在木頭樑柱的下方，目的是不使木材直接接觸到土壤，比較起上述的作法還來的佳。因為上述的作法，時間一久後，接觸到土壤的部份都會腐爛或被白蟻蛀光，然而造成和室傾斜，所以和室的室內地板高度也就有一定高度了。

### 和室鋪蓋疊蓆
和室鋪蓋疊蓆是因為冬天的疊蓆人睡在上面時可以把地氣吸納上來，從地氣吸納上來在經過疊蓆的稻草之後漸漸的由冷變成熱，因此人睡在上面是不會感覺很寒冷，然而疊蓆在夏天的時候是透風的，吸汗能力強，所以會感覺涼爽舒適。

### 和室多功能的使用
過去住宅的和室空間設計，大多侷限於泡茶和臨時睡房等功能。但是在休閒與健康風潮的帶領下，和室功能的規劃，已經朝向多功能空間邁進，提供住戶休閒、賞風景、視聽娛樂、閱讀或冥想靜坐等功能。和室不再是室內空間規劃的配角，而是扮演家庭生活更重要的角色。

## 外部連結
- （日語）鈴木卓哉之和室研究（页面存档备份，存于）